# Hofanlage Gellenerhörne 1
Die Hofanlage Gellenerhörne 1 in Hude, außerhalb des Ortskernes an der Hunte und am Hollersiel, wurde in der ersten Hälfte des 19. Jahrhunderts gebaut.
Die Gebäude stehen unter Denkmalschutz (siehe auch Liste der Baudenkmale in Hude (Oldenburg)).

## Geschichte
Gellen hat es südlich der Hunte aufgrund von Funden als Siedlungsplatz schon um 1000 n. Chr. gegeben. Aus dem früheren Gehnlinde wurde der  Name Gellen; Gehn steht für Wald in einem sumpfigen Gelände sowie Hörne (plattdeutsch) für Landspitze.
Die Hofanlage auf dem baumbestandenen großen Areal besteht aus:
- dem eingeschossigen Wohn- und Wirtschaftsgebäude wohl von um 1800 als Zweiständerhallenhaus mit Wirtschaftsgiebel in Fachwerk mit Steinausfachungen, ansonsten Außenwände in Backstein, mit reetgedecktem Krüppelwalmdach und Niedersachsengiebel mit Uhlenloch sowie südseitigem Anbau mit Walmdach,
- der teils verbohlten firstparallelen Fachwerkscheune aus derselben Zeit mit Steinausfachungen, Querdurchfahrt und reetgedecktem Walmdach.

In der Nähe steht als Nr. 3 eine weitere denkmalgeschützte verbohlte giebelständige Fachwerkscheune, wohl aus dem frühen 19. Jahrhundert mit Querdurchfahrt und Walmdach in Reetdeckung.
Das Landesdenkmalamt befand: „… geschichtliche Bedeutung … als beispielhafte Hofanlage der Zeit um 1800 …“